# Big Mama
Big Mama（韓語：빅마마），是韓國YG娛樂與M.Boat娛樂合作於2003年推出的四人女子R&B合唱組合，成員包括申然雅、李智英、李英賢、朴敏惠，2012年解散，2021年重組。

## 成員資料
申然雅（已正名）：
- 姓名：신연아，Shin Yona
- 出生：1973年8月12日（51歲）
- 教育：仁荷大學法語語言及文學系，檀國大學文化藝術研究院流行音樂製作與經營專業
- 現任：湖原大學（朝鲜语：호원대학교）實用音樂系聲樂專業教授，及K-Pop系系主任

李智英：
- 姓名：이지영，Lee Ji-young
- 出生：1979年7月25日（45歲）
- 教育：同德女子大學實用音樂系
- 現任：實用音樂系教授

李英賢：
- 姓名：이영현，Lee Young-hyun
- 出生：1981年12月25日（43歲）
- 教育：東亞放送藝術大學影像音樂系
- 現任：實用音樂系教授

朴敏惠：
- 姓名：박민혜，Park Min-hye
- 出生：1982年9月18日（42歲）
- 教育：同德女子大學實用音樂系，同德女子大學表演研究院藝術實用音樂系
- 現任：實用音樂系教授

## 音樂作品
專輯
- 2003年2月6日：《Like The Bible》
- 2005年5月18日：《It's Unique》
- 2006年10月13日：《For The People》
- 2007年10月2日：《Blossom》
- 2010年3月23日：《5》
- 2022年2月10日：《BORN(本)》

重唱專輯
- 2005年11月23日：《Big Mama's Gift》
- 2006年11月27日：《For The Christmas》

單曲
- 2008年1月10日：《Money..? Honey..?》
- 2008年7月30日：《Happy Birthday To You》
- 2010年7月13日：《Never(절대)》
- 2011年：《I Love You (사랑해요)》
- 2012年：《Cleaning Out The Drawer (서랍정리)》
- 2021年6月24日：《One Day More (하루만 더)》
- 2021年9月6日：《Another Me (또 다른 나)》
- 2022年5月4日：《Break Up In The Morning (눈 떠보니 이별이더라)》

## 外部連結
Big Mama
- Big Mama的X（前Twitter）

李英賢
- YouTube上的李英賢頻道（英文）

朴敏惠
- 朴敏惠的Facebook專頁